# Karin Halbig
Karin Halbig (* 19. Januar 1955 in Nürnberg) ist eine deutsche Politikerin und ehemalige Abgeordnete des Bayerischen Landtags (15. Wahlperiode).

## Ausbildung und Beruf
Halbig besuchte die Volksschule in Nürnberg und machte später das Abitur. Danach absolvierte sie eine Ausbildung zur Schwesternhelferin. Halbig studierte Jura an der Friedrich-Alexander-Universität Erlangen-Nürnberg und ist seit 1983 als Rechtsanwältin zugelassen.
Karin Halbig ist römisch-katholisch, verheiratet und Mutter zweier Kinder.

## Politik
Halbig wurde 1995 Mitglied der CSU. Von 1996 bis 2008 war sie Stadträtin von Heideck sowie von 2002 bis 2008 Mitglied des Kreistags des Landkreises Roth. Halbig war Gründungsvorsitzende des Ortsverbands Heideck der Frauen-Union der CSU. Sie kandidierte für die Landtagswahl in Bayern 2003 (Wahlkreis Mittelfranken) und war von 2003 bis 2007 Teil des Bezirksvorstands der CSU. Am 1. Mai 2008 rückte sie infolge der bayerischen Kommunalwahlen für Günther Babel in den Bayerischen Landtag nach und war dort im Ausschuss für Eingaben und Beschwerden sowie im Ausschuss für Umwelt und Verbraucherschutz tätig. Zur Landtagswahl in Bayern 2008 stand sie aber nicht mehr zur Wahl. Wegen eines internen Streits in ihrem CSU-Ortsverband trat sie im Oktober 2009 aus der CSU aus.
Später trat sie den Freien Wählern bei und kandidierte 2014 für diese für den Stadtrat Heideck sowie den Kreistag des Landkreises Roth.

## Sonstige Ämter
Seit 2007 ist Halbig Mitglied im Bezirksvorstand des Bundes der Selbständigen. Sie darüber hinaus 
Gründungsmitglied des Rotary Clubs Roth und Mitglied des Förderkreises Kreisklinik Roth.